# اریک وینوگرادسکی
 اریک وینوگرادسکی (انگلیسی: Éric Winogradsky؛ زادهٔ ۲۲ آوریل ۱۹۶۶) یک تنیس‌باز اهل فرانسه است.